# Sibrik család

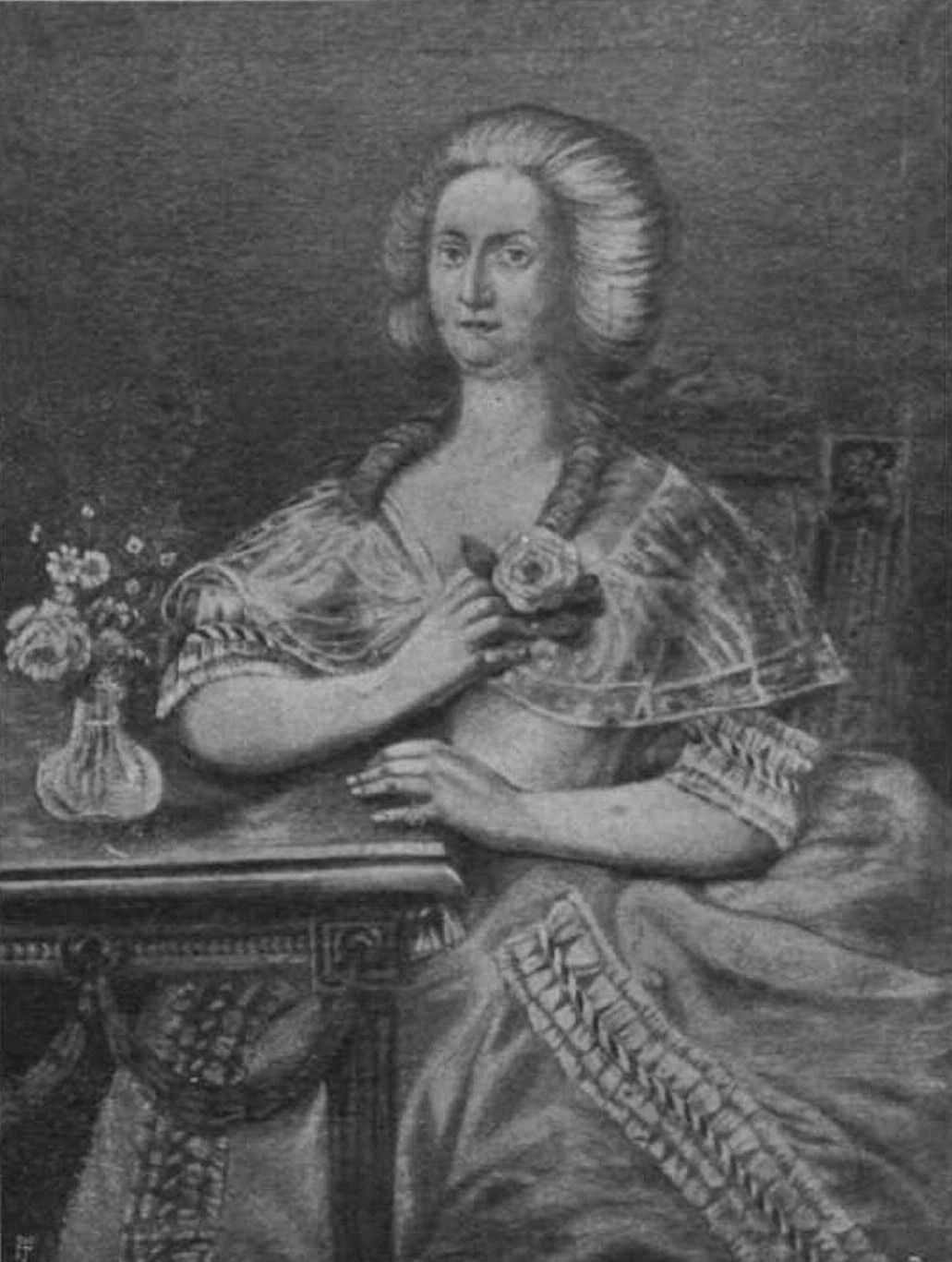
Idősebb kehidai Deák Ferencné szarvaskendi és óvári Sibrik Erzsébet (1768-1803 asszony, Deák Ferencnek, a haza Bölcsének édesanyja

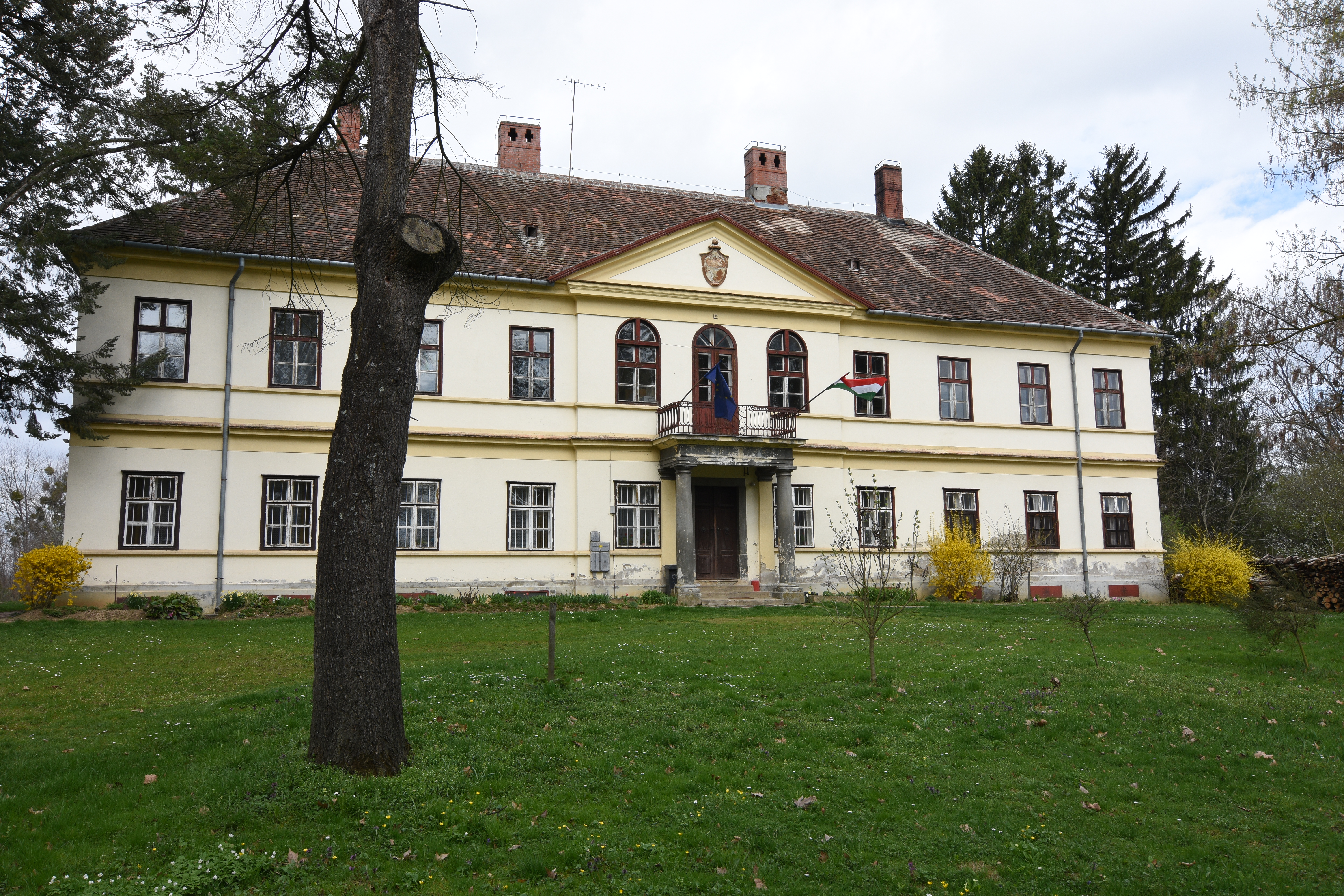
A család szarvaskendi kúriája

A szarvaskendi és óvári Sibrik család egy ősi Vas vármegyei nemes család, amely a Csém nemzetségből származik.

## A család története
Az ősi nemesi család legkorábbi ismert őse Csém Szilveszter volt, aki a nyugati határ védelemben vett részt a német seregek ellen, amiért 1242. február 2-án megkapta IV. Béla magyar királytól az  Óvár települést, ahonnan a család előneve is ered. Szilveszter fia Bycho 1291-ben újabb adományt kapott III. András magyar királytól, és ebből az alkalomból vették fel a szarvaskendi előnevet is. Az 1455-ben élt szarvaskendi Sebrich Gergelytől fogva ismert a származása a modern korig. Ennek a Gergelynek a fiai Sibrik László és óvári Sibrik Péter királyi kapitány 1471. október 28-án kaptak címeres levelet Mátyás királytól. Sibrik László 1489-ben a Vas vármegyei főispáni címet viselte, és 1519-ben fia, Sybryth László Vas vármegyei alispán volt. A későbbi főispán fia, Sibrik Oszvald 1527-ben kamarai tanácsos volt, és feleségül vette alsókáldi Káldy Katalint. Unokája, László és sávolyi Józsa Orsolya fia, Sibrik János 1604-ben győri vicegenerális főkapitány volt. Ennek a Jánosnak az unokája, Sibrik Miklós (meghalt 1663-ban) kémédi kapitány volt. Miklós lányával Kisfaludy László (†1684) győri főhadnagy feleségével Sibrik Máriával halt ki a családnak ez az ága.

### Másként
Ősrégi Vas vármegyei nemes család, amely a Körmendtől nem messzire fekvő Szarvaskendben rendelkezett jószággal. Törzsősének bizonyos Siegfriedet tartják, akitől a Sibrik név is származott volna; lehet azonban, hogy a Sebridus névből származott. Az első ismert ős az 1471–75. évben élt Péter, aki testvéreivel I. Mátyás magyar királytól címeres levelet nyert, 1472-ben. A család tagjai közül említendők: Sibrik László, Vas vármegye követe a rákosmezei országgyűlésen (1505); I. Ozsvát, királyi kamarai tanácsos (1527); Gergely, híres törvénytudó I. Ferdinánd magyar király idejében; 1549-ben a pozsonyi helytartótanács tagja; többekkel együtt ő dolgozta ki 1551-ben az ún. Quadripartitumot. Nagyszombatban halt meg, 1553. július 31-én; György, Nagyvárad parancsnoka (1585); Miklós, II. Rákóczi Ferenc híve és udvarmestere, aki urát a számkivetésbe is követte; meghalt Rodostón, 1735. október 7-én, néhány hónappal II. Rákóczi Ferenc után. Előbb az ottani görögkatolikus templomban volt eltemetve Bercsényi Miklós és gróf Esterházy Antal (tábornagy) sírja mellett, amíg Rákócziéival együtt, 1906-ban az ő hamvait is hazahozták, és a kassai Szent Erzsébet-dómban helyezték örök nyugalomra.

### Vissza
Sibrik Lászlónak és sávolyi Józsa Orsolyának egy másik gyermeke Sibrik Oszvald volt, akinek az első felesége gersei Pethő Éva, Pethő Ambrus és Sennyey Margit lánya, és a második felesége Lőrinczfalvay Zsuzsa volt. Az egyik gyermeke Sibrik Miklós, aki feleségül vette bocsári Svastics Erzsébetet. Miklós dédunokája, Zsigmond (†1692) és Felsőkáldy Zsuzsanna unokája, Ferenc és mezőszegedi Szegedy Zsuzsanna fia, Sibrik Pál (1709–1745) huszár hadnagy volt, és feleségül vette kisegeszényi Szabó Erzsébetet, János és Niczky Klára lányát. Gyermekük, Sibrik Antal (1737–1797) győri alispán első felesége felsőeőri Bertha Klára (†1772), János és Árossy Klára lánya volt; a második neje, pedig petrikeresztúri Keresztúry Júlia (1756–1806), Mihály és Niczky Anna lánya lett. Mária Terézia magyar királynő úrbérrendezése korában a Sibrik családnak 493 holdas úrbéri birtoka volt Szarvaskenden, meg 26 jobbágya és 15 zsellére. Sibrik Antalnak a csécsényi úrbéri birtoka 134 holdas volt, és Sibrik Lászlónak a bozsoki és a kőszegszerdahelyi birtoka együtt összesen 345 hold volt.
Sibrik Antal első nejétől származott Sibrik Erzsébet (1768–1803), aki kehidai Deák Ferenchez (1760–1808) ment férjhez, az ő gyermekük volt Deák Ferenc politikus, „a haza bölcse”. A második feleségétől volt Kajdacsy Józsefné Sibrik Júlia (1779–1852); Nagybányai Jósa Józsefné Sibrik Anna (1775–?); potyondi és csáfordi Pottyondy Istvánné Sibrik Ágnes (1789-1824); Sibrik Gábor (1783-1847) győri szolgabíró; Sibrik Ferenc (1777–1852) csajtai apát; Sibrik Bálint (1796–1873), akinek a neje Rákosi Boros Mária (1808–1873) volt, és két gyermeke született, nemesvitai Viosz Pálné Sibrik Irén (1832–1879) és Sibrik Adorján (1841–1922); valamint Sibrik Mihály (1780-1861). Sibrik Mihály feleségül vette felsőbüki Nagy Klárát (1784–1868), unokái, Sibrik Sándor és egyházasbüki Simon Karolin (1818–1886) gyermekei: Sibrik Kálmán (1847–1927), és miskei és monostori Thassy Imréné Sibrik Hedvig (1848–1932) voltak. Kálmán és Hofbauer Mária gyermeke Sibrik Sándor (1879-?) huszár ezredes, tábornok felesége bezerédi Bezerédj Margit (1888–?), Viktor és Békássy Izabella lánya volt.
Sibrik Antal III. és Keresztúry Júlia gyermeke, aki szintén továbbvitte a családot Sibrik Antal IV. (1787–1868) huszár főhadnagy volt. Antal feleségül vette Kálozon 1824. április 27-én Kolosváry Zsófiát (1807–1861), Kolosváry Miklós és Börcsy Anna lányát, akitől született: Sibrik Kálmán (1837–1862) hadnagy, Sibrik Miklós (1835–1866) és Sibrik György (1831–1898) testőrmester, huszár alezredes, akinek a felesége Hartl Jozefa (1864–1906) volt. Egyetlen gyermekük szintén Sibrik György (1892–1978) huszárezredes 1918. december 18-án feleségül vette Budapesten gróf Festetics Rózát, Festetics Imre és Piváry Mária lányát, majd Washingtonban halt meg.
Sibrik Antal és Kolosváry Zsófia gyermekei, akik szintén továbbvitték a családot Sibrik Kornélia (1825–1863), Sibrik Miklós (1828–?), Sibrik Antal IV. (1829. VI.29.–1884.VI.23.), Sibrik György (1831–1898), Sibrik Etelka (1838–1920) és Sibrik Ottilia (1839–1918).
Sibrik Antal  IV  és Kisfaludy (?) gyermekei, akik szintén továbbvitték a családot Sibrik György V. (1872–1936) és Sibrik Jolán (1881–1954).
György V és Anna gyermekei, akik szintén továbbvitték a családot Sibrik Antal V (1899–1954), Sibrik Borbála (1900–1929), Sibrik Imre (1903–1939), Sibrik Sándor (1908–1975),   (adopted / daughter of his second wife,  Sibrik Emerencia (1912–2005)).
Only two children of György V had children .
Sibrik Antalnak két gyermeke volt, VI. György  (1935-1965 ) and Jolán (1938-2020), aki született Párizsban, Franciaországban és felnőtt Budapesten 1942 -1950 években. Györgynek nem volt gyermeke, Jolánnak 3 gyermek volt, mindenki lény volt (ikrek 1964-ben születtek: Nathalie és Caroline, valamint Sophie 1968ban) .
Sandor és Henriette gyermeke, aki szintén továbbvitte a családi nevet: Sibrik Alexandre (1940, született Párizsban –?) . 
Alexandre és Christiane gyermeke született, aki szintén továbbvitte a családi nevet: Sibrik Sándorné (1969–) 

## Címerleírás
Családi címer: Kékkel és ezüsttel vágott pajzsban szembefordult koronás két vörös oroszlán maga előtt keresztbe rakott mellső lábaiban egy-egy jobbharánt álló pallost tart. Sisakdísz: koronán azonosan álló két pallos. Takarók: vörös-ezüst mindkétfelől.